# Ернст (Саксония-Хилдбургхаузен)
Ернст (на немски: Ernst; * 12 юли 1655, Гота; † 17 октомври 1715, Хилдбургхаузен) от линията Ернестини на род Ветини, е херцог на Саксония-Гота-Алтенбург, също първият херцог на Саксония-Хилдбургхаузен.

## Живот
Ернст е шестият син на херцог Ернст I фон Саксония-Гота-Алтенбург (1601 – 1675) и съпругата му Елизабет София (1619 – 1680), единствената дъщеря на херцог Йохан Филип фон Саксония-Алтенбург.
Седемте сина на херцог Ернст I Благочестиви управляват първо заедно Саксония-Гота-Алтенбург. Ернст е в началото под опекунството на най-големия му брат Фридрих. На 24 февруари 1680 г. чрез договор братята си поделят страната. Ернст става тогава основател и първият херцог Саксония-Хилдбургхаузен.
Ернст започва през 1675 г. военна служба. На 30 ноември 1680 г. в Аролзен той се жени за графиня София Хенриета фон Валдек (1662 – 1702), дъщеря на граф (от 1682 княз) Георг Фридрих фон Валдек-Айзенберг (1620 – 1692).
Като рит-майстор на кавалерията той се бие заедно с тъста си през 1683 г. при втората обсада на Виена против турците, 1685 г. при преследването на отстъпващите турски войски при Естергом и при завладяването на Нове Замки. По-късно Ернст служи като оберст при холандците против Луи XIV и участва при завладяването на Кайзерверт и в битката при Фльорюс (1690).
Ернст започва през 1685 г. строежа на дворец в Хилдбургхаузен и градината към него. До края на строежа на резиденцията през 1695 г. той живее в Айзфелд и Хелдбург. През 1710 г. херцогът разрешава строежа на Нойщат за заселването на фамилиите на френските хугеноти в Хилдбургхаузен, които са изгонени от Франция и им дава особени привилегии.
През 1714 г. херцог Ернст основана гимназия (Gymnasium illustre) в Хилдбургхаузен и умира след една година през 1715 г. от удар. Той е погребан в княжеската гробница в дворцовата църква на Хилдбургхаузен. Гробницата е преместена през 1925 г. в гробището на Хилдбургхаузен.

## Деца
Ернст и София Хенриета имат децата:
- Ернст Фридрих I (1681 – 1724), херцог на Саксония-Хилдбургхаузен
- София Шарлота (1682 – 1684)
- София Шарлота (1685 – 1710)
- Карл Вилхелм (1686 – 1687)
- Йозеф Фридрих (1702 – 1787), генерал-фелдмаршал